# Manoir de Pierre Fontaine
Le manoir de Pierre Fontaine est un édifice situé à Sainte-Gemmes-le-Robert, en France.

## Localisation
Le monument est situé dans le département français de la Mayenne, à moins de 2 km au nord-est du bourg de Sainte-Gemmes-le-Robert.

## Historique
La construction du logis actuel, sur des bases plus anciennes, est dû à Jacques de Bouillé en 1540[réf. nécessaire].
Le manoir est restauré par la famille Robert de Chièvres, propriétaire de Pierrefontaine[réf. nécessaire].
L'édifice est inscrit au titre des Monuments historiques depuis le 7 décembre 1925.